# 雪松山龍屬
雪松山龍屬（學名：Cedrorestes）可能是種基底鴨嘴龍超科恐龍，生存於早白堊紀的猶他州。
屬名意為「雪松山脈的居民」，是以化石發現地雪松山脈組為名。化石是個不完整的骨骸，年代為巴列姆階。

## 發現與歷史
雪松山龍的正模標本（編號DMNH 47994）是一個不完整的骨骸，包含：肋骨碎片、一個薦骨、左腸骨、部分右腸骨、右股骨、第三左蹠骨、骨化肌腱的碎片。正模標本發現於猶他州東南部，雪松山脈組的頂層（Yellow Cat段）。化石散佈於鈣質泥岩中，並有在泥土覆蓋前因氣候或踐踏而破壞的跡象。
雪松山龍與其他禽龍類的差別在於，同時具有類似禽龍近親的高腸骨，以及許多鴨嘴龍科的特徵，例如髖臼上後側，以及坐骨關節表面都具有大型骨質突。David Gilpin與其同事在敘述雪松山龍時，根據這些鴨嘴龍科特有的骨質突，認為牠們是禽龍科與鴨嘴龍科的中間型動物。David Gilpin與其同事將雪松山龍列為已知最早的鴨嘴龍科。
屬名是以化石發現地雪松山脈組為名，cedrus在拉丁語意為「雪松」，oros在古希臘文意為「山脈」，-etes則意為「居民」。種名crichtoni是以科幻小說家麥可·克萊頓（Michael Crichton）為名，他是小說《侏儸紀公園》（Jurassic Park）與《失落的世界》（The Lost World）的作者。

## 古生態學與古生物學
雪松山脈組因為許多的恐龍化石而著名，包含：虛骨龍類的內德科爾伯特龍、馳龍科的猶他盜龍、腕龍科的雪松龍、以及甲龍科的加斯頓龍。
雪松山龍可能是基底鴨嘴龍科，或是衍化的禽龍類（非鴨嘴龍科）。牠們是種大型植食性恐龍，能夠以二足或四足方式行走。從雪松山龍的臀部構造，可知牠們具有類似鴨嘴龍科的腿部肌肉，但是目前尚不清楚禽龍類與鴨嘴龍科間的腿部肌肉變化，以及所造成的影響。需要更多的化石，才能理解雪松山龍的古生物學特徵。

## 外部連結
- Dinosaur Mailing List entry which announces the discovery （页面存档备份，存于）（英文）